# Gradiček
Gradiček je naselje v Občini Ivančna Gorica.